# Say Goodbye to LA LA Land
Say Goodbye to LA LA Land - jest to drugi studyjny album brytyjskiego zespołu Sirens.

## Liata utworów
1. Club LA LA - 4:10
2. E-A-S-Y - 3:30
3. Dreams - 3:10
4. Build A Bridge - 3:52
5. When The Sirens Go Off - 3:53
6. I Wonder - 3:07
7. Rockstar - 3:42
8. Little Girl - 3:28
9. Smoke My Cigar - 3:38
10. Own Thing - 3:42
11. Crybaby - 3:13